# Amphiophiura concava
Amphiophiura concava är en ormstjärneart som beskrevs av Paul E. Hertz 1927. Amphiophiura concava ingår i släktet Amphiophiura och familjen fransormstjärnor. Inga underarter finns listade i Catalogue of Life.